# Joel Latibeaudiere
Joel Owen Latibeaudiere (Doncaster, 6 de janeiro de 2000) é um futebolista jamaicano-inglês que atua como zagueiro ou lateral-direito. Atualmente, joga no Coventry City.

## Carreira
Latibeaudiere chegou ao Manchester City em 2013, quando tinha 13 anos de idade. Promovido das categorias de base em 2017–18, usando a camisa 64. Porém, não chegou a disputar nenhuma partida oficial com o elenco principal dos Citizens, sendo utilizado apenas contra o Rotherham United, pelo Johnstone Paint Trophy, quando o City mandou a equipe reserva, que venceu por 4 a 2 nos pênaltis.
Para ganhar experiência, foi emprestado ao FC Twente na temporada 2019–20, disputando suas primeiras partidas como profissional com a camisa dos Tukkers (5 na Eredivisie e um pela Copa dos Países Baixos) e também fazendo seu primeiro gol na carreira, na vitória por 2 a 1 sobre o Zwolle.
Em outubro de 2020, Latibeaudiere assinou por 3 anos com o Swansea City, numa transferência sem custos. Somando todas as competições, foram 79 partidas disputadas e 3 gols.
Em julho de 2023, foi contratado pelo Coventry City.

## Carreira internacional
Defendendo as seleções de base da Inglaterra desde 2016, fez parte do elenco vice-campeão da Eurocopa Sub-17 de 2017, perdendo um pênalti na decisão contra a Espanha.
No mesmo ano, disputou o Mundial Sub-17 realizado na Índia, atuando nos 7 jogos da campanha do título, conquistado sobre a mesma Seleção Espanhola.
Em maio de 2022, foi convocado pela primeira vez para a seleção da Jamaica, fazendo sua estreia (não-oficial) num amistoso contra a Catalunha, sendo incluído na lista de convocados dos Reggae Boys para a Copa Ouro da CONCACAF de 2023, estreando de forma oficial no empate por 1 a 1 com os Estados Unidos.

## Estatísticas
| Manchester City Sub-23 | 2017–18 | —            | —  | — | — | — | — | — | 1 | 0 | 1  | 0 |
| Manchester City Sub-23 | 2018–19 | —            | —  | — | — | — | — | — | 1 | 0 | 1  | 0 |
| Manchester City Sub-23 | Total   | Total        | —  | — | — | — | — | — | 2 | 0 | 2  | 0 |
| FC Twente (empréstimo) | 2019–20 | Eredivisie   | 5  | 1 | 1 | 0 | — | — | — | — | 6  | 1 |
| Swansea City           | 2020–21 | Championship | 8  | 0 | 2 | 0 | 0 | 0 | — | — | 10 | 0 |
| Swansea City           | 2021–22 | Championship | 29 | 0 | 0 | 0 | 3 | 1 | — | — | 32 | 1 |
| Swansea City           | 2022–23 | Championship | 34 | 2 | 2 | 0 | 1 | 0 | — | — | 37 | 2 |
| Swansea City           | Total   | Total        | 71 | 2 | 4 | 0 | 4 | 1 | 0 | 0 | 79 | 3 |
| Total                  | Total   | Total        | 76 | 3 | 5 | 0 | 4 | 1 | 2 | 0 | 87 | 4 |

1. 1 2  Jogos pelo Johnstone Paint Trophy

## Títulos
Inglaterra Sub-17
- Copa do Mundo FIFA Sub-17: 2017